# Anubias niski
Anubias niski (Anubias barteri var. nana) – gatunek rośliny błotnej i wodnej z rodziny obrazkowatych. Występuje na terenach środkowo-tropikalnych  Afryki (w Kamerunie). Jest najmniejszą rośliną z rodzaju Anubias.

## Zastosowanie
Jest uprawiana w akwariach. Osiąga długość do 10 cm i lubi miejsca zacienione. Rośnie wolno. Jej sztywne liście chronią ją (jak u większości anubiasów) przed ślimakami i roślinożernymi rybami (np. złotymi rybkami). Rośnie na kamieniach lub korzeniach. Jest rośliną drogą, rzadko spotykaną w sklepach zoologicznych  i bardzo cenioną w akwarystyce.